# 所罗门啄花鸟
所罗门啄花鸟（学名：Dicaeum aeneum），是啄花鸟科啄花鸟属的一种，分布于所罗门群岛和巴布亚新几内亚。该物种的保护状况被评为无危。
所罗门啄花鸟的平均体重约为9.2克。栖息地包括亚热带或热带的（低地）湿润疏灌丛、亚热带或热带的（低地）干燥疏灌丛、亚热带或热带的湿润低地林、亚热带或热带的旱林、耕地、种植园、亚热带或热带的（低地）干草原、亚热带或热带的红树林、乡村花园和亚热带或热带的湿润山地林。